# Augusto Illuminati
Augusto Illuminati (Perugia, 22 luglio 1937) è un filosofo, attivista e docente italiano.

## Biografia
Rompendo con la sua formazione familiare di destra, negli anni romani di università (1956-60) si avvicina al Partito Comunista Italiano e inizia la sua militanza politica nella facoltà di Lettere a La Sapienza, dove si laurea in Storia delle religioni con Angelo Brelich. Entra nella Federazione Giovanile Comunista Italiana (FGCI) e diviene Segretario dell'organizzazione romana e membro della direzione nazionale alla vigilia degli scontri di Porta San Paolo del luglio 1960. Negli stessi anni Illuminati lavora attivamente nella redazione di Nuova Generazione, settimanale della FGCI diretto da Sandro Curzi e Luciana Castellina, diventando un riferimento delle tendenze di sinistra che andavano allora delineandosi. Nello stesso periodo partecipa ad alcuni dei seminari che precedettero la nascita di Quaderni Rossi. Per quanto riguarda l'impegno filosofico, che si manifestò in numerosi interventi nelle riviste Rinascita, Il Contemporaneo e Critica Marxista, quel periodo fu caratterizzato dal rapporto con Galvano della Volpe, Lucio Colletti, Mario Tronti e Raniero Panzieri, ovvero con le tendenze che mettevano in discussione il marxismo storicista prevalente nel PCI di Togliatti. Diventato sospetto agli occhi della dirigenza PCI, dalla fine del 1962 fu spostato nell'apparato centrale del partito, da cui fu infine radiato nel 1966 per frazionismo trotzkista.
Partecipa attivamente alle nuove esperienze di organizzazione extraparlamentare autonoma che ormai sostituivano la lotta ricorrente all'interno del PCI e fonda insieme a Lucio Colletti e Silverio Corvisieri la rivista mensile e poi settimanale La Sinistra, sostenuta nella sua nuova versione da Giangiacomo Feltrinelli. Nel 1967 fonda il Centro Che Guevara insieme a Piero Bernocchi, Franco Russo e altri, una delle più significative anticipazioni del Sessantotto romano. Dal 1967 al 1978 partecipa alle turbolente vicende del “lungo '68” in varie strutture, principalmente nelle file di Avanguardia Comunista, di orientamento maoista. Collabora in iniziative editoriali con Ernesto De Martino e Ferruccio Rossi-Landi. Dal 1975 al 2009 insegna all'Università di Urbino, nell'ambiente politico e culturale dell'Istituto di Filosofia, e ha partecipato alla prima e alla seconda serie della rivista Alfabeta. Ritorna all'attività politica a partire dal 1990 partecipando alla redazione della rivista Luogo Comune fondata da Paolo Virno e altri e successivamente al movimento no-global.
Frequentatore del centro sociale autogestito romano ESC Atelier, nel novembre 2012 è fondatore e redattore del sito di informazione DinamoPress.

## Pensiero
Agli anni '60-'70 appartengono scritti di carattere direttamente politico e sindacale (Prima e dopo il centro-sinistra; Lavoro e rivoluzione) e testi filosofici di impronta dellavolpiana (Sociologia e classi sociali; Kant politico; J.-J. Rousseau e la fondazione dei valori borghesi, ristampato con varianti nel 2002 con il titolo Rousseau, solitudine e comunità). Nel decennio successivo matura il rapporto con Spinoza, grazie al magistero urbinate di Emilia Giancotti, e si manifesta appieno la ricezione di Althusser, come teorico della contraddizione surdeterminata e poi del materialismo aleatorio – quindi secondo una lettura alternativa a quella prevalente in quegli anni in Italia, che privilegiava il riferimento agli apparati ideologici di stato come pretesto e sostegno filosofico all'occupazione di posizioni di potere da parte del PCI nei settori della scuola, università, apparato amministrativo e giudiziario. Centrale è l'attenzione per la destrutturazione del soggetto identitario e per il carattere comune e relazionale del pensiero, analizzato nelle sue varie declinazioni contemporanee e ricostruito storicamente con una genealogia del general intellect che rimanda all'intelletto materiale averroista, trattato nei due testi specifici sotto citati, nel libro Del Comune e in vari articoli degli anni '10 e '20 di questo secolo.

## Opere
- Sociologia e classi sociali, Torino, Einaudi, 1967.
- Claudio Di Toro e Augusto Illuminati, Prima e dopo il centrosinistra. Capitalismo e lotta di classe in Italia nell'attuale fase dell'imperialismo, Edizioni di Ideologie, 1969.
- Kant politico, Firenze, La Nuova Italia, 1971.
- Società e progresso nell'illuminismo francese, Argalia Editore Urbino, 1972.
- Lavoro e Rivoluzione, Milano, Mazzotta Editore, 1974.
- Jean-Jacques Rousseau, Firenze, La Nuova Italia, 1975.
- J.J. Rousseau e la fondazione dei valori borghesi, Milano, il Saggiatore, 1977.
- Classi sociali e crisi capitalistica, Mazzotta Editore, 1977.
- Gli inganni di Sarastro. Ipotesi sul politico e sul potere, collana Nuovo Politecnico, Torino, Einaudi, 1980.
- Turchetto, Ciabatti, Illuminati, La Grassa, Consiglio, Fiorani, Geymonat, Lavoro Scienza Potere, Milano, Feltrinelli, 1981.
- Winterreise. Viaggio invernale fra le rovine del moderno, Bari, Edizioni Dedalo, 1984.
- Racconti morali. Crisi e riabilitazione della filosofia pratica, Napoli, Liguori Editore, 1989, ISBN 978-8820718350.
- Rossanda, Virno, De Carolis, Bascetta, Piperno, Illuminati, Starnone, Colombo, Berti, Castellano, Castellani, Ilardi, Sentimenti dell'aldiqua. Opportunismo paura cinismo nell'età del disincanto, Roma-Napoli, Theoria, ISBN 978-8824101776.
- La città e il desiderio, Roma, manifestolibri, 1992, ISBN 978-8872850305.
- Esercizi politici. Quattro sguardi su Hannah Arendt, Roma, manifestolibri, 1994, ISBN 978-8872850619.
- Il teatro dell'amicizia. Metafore dell'agire politico, Roma, manifestolibri, 1998, ISBN 978-8872851555.
- Il filosofo all'opera, Roma, manifestolibri, 1999, ISBN 978-8872851890.
- AA.VV., Liberalismi e socialismi. Gramsci e Gobetti: eresie a confronto, a cura di Giovanni Vagnarelli e Francesco Maria Moriconi, San Benedetto del Tronto, Rimoldi, 1999.
- Completa beatitudo: L'intelletto felice in tre opuscoli averroisti, Chiaravalle, L'Orecchio di Van Gogh, 2000, ISBN 978-8887487015.
- Rousseau, solitudine e comunità, manifestolibri, 2002, ISBN 978-8872852774.
- Del comune. Cronache del general intellect, Roma, manifestolibro, 2003, ISBN 978-8872853115.
- Bandiere. Dalla militanza all'attivismo, Roma, DeriveApprodi, 2003, ISBN 978-8888738154.
- Revenge!. Filosofia, cinema, rock, Roma, manifestolibri, 2005, ISBN 978-8872854051.
- Percorsi del '68. Il lato oscuro della forza, Roma, DeriveApprodi, 2007, ISBN 978-8889969380.
- Spinoza atlantico, Milano, Edizioni Ghibli - Mimesis, 2008, ISBN 978-8884837851.
- Per farla finita con l'idea di sinistra, Roma, DeriveApprodi, 2009, ISBN 978-8889969847.
- Tania Rispoli e Augusto Illuminati, Tumulti. Scene dal nuovo disordine planetario, Roma, DeriveApprodi, 2011, ISBN 978-8865480304.
- Teologia dei quattro elementi. Manifesto per un politeismo politico, Milano, Mimesis, 2012, ISBN 978-8857513089.
- Racconti morali. Le trappole della soggettività, IPOC, 2014, ISBN 978-8867720620.
- Populisti e profeti. Istruzioni per l'uso e la disattivazione, Roma, manifestolibri, 2017, ISBN 978-8872858875.
- Tradimenti eccellenti. Critica inattuale delle identità, Roma, manifestolibri, 2022, ISBN 979-1280124630.

### Curatele, introduzioni, prefazioni e postfazioni
- Carlo Pisacane, La rivoluzione. La critica al populismo mazziniano nel pensiero dell'"eroe di Sapri", Bologna, Sampietro Editore, 1967.
- Karl Marx, Critica al programma di Gotha. Saggio introduttivo di Augusto Illuminati, Roma, Samonà e Savelli, 1968.
- Charles Wright Mills, Colletti bianchi. La classe media americana, traduzione di Sandro Sarti, Einaudi, 1970.
- Lenin, Marx, Engels e il marxismo. Introduzione di Augusto Illuminati, collana Paperbacks marxisti, Roma, Newton Compton, 1973.
- Engels, I principi del comunismo e storia della Lega dei comunisti. Introduzione di Augusto Illuminati, collana Paperbacks marxisti, Roma, Newton Compton, 1973.
- Mao Tse-Tung, La rivoluzione cinese, collana Paperbacks marxisti, Newton Compton, 1974.
- Mao Tse-Tung, La costruzione del socialismo. Introduzione di Augusto Illuminati, collana Paperbacks marxisti, Roma, Newton Compton, 1975.
- Mao Tse-Tung, Opere. Teoria della rivoluzione e costruzione del socialismo, a cura di Augusto Illuminati e Silvia Calamandrei, Newton Compton Editori, 1977.
- Jean-Jacques Rousseau, Contratto sociale, a cura di Augusto lluminati, La Nuova Italia, 1980.
- Paul Nizan, Aden Arabie, traduzione di Daria Menicanti, Edizioni Fahrenheit 451, 1994, ISBN 978-8886095044.
- Averroè, Averroè e l'intelletto pubblico. Antologia di scritti di Ibn Rushd sull'anima, a cura di Augusto Illuminati, Roma, manifestolibri, 1996, ISBN 978-8872850855.
- Avempace, Il regime del solitario, a cura di Massimo Campanini e Augusto Illuminati, collana BUR Classici, Milano, Rizzoli, 2002, ISBN 978-8817127578.
- Louis Althusser, L’impensato di J.-J. Rousseau. Introduzione di Augusto Illuminati, a cura di Vittorio Morfino, Mimesis, 2003, ISBN 978-8884831279.
- Angelo Catricalà, La Gelassenheit in Martin Heidegger. Prefazione di Augusto Illuminati, Roma, Aracne Editrice, 2009, ISBN 978-8854826373.
- Ramona Parenzan, Intrusi. Vuoto comunitario e nuovi cittadini. Prefazione di Augusto Illuminati, Verona, ombre corte, 2009, ISBN 978-8895366364.
- Carmelo Albanese, Il feticcio della meritocrazia. Prefazione di Augusto Illuminati, Roma, manifestolibri, 2013, ISBN 978-8872857502.
- Piotr Zygulski, Il meccanico del marxismo. Introduzione critica al pensiero di Gianfranco La Grassa. Postfazione di Augusto Illuminati, Pistoia, Petite Plaisance, 2016, ISBN 978-8875881580.
- Giuseppe Buondonno, Il soggetto rivoluzionario. Attualità di Walter Benjamin, ombre corte, 2017, ISBN 978-8869480652.